# Robert Seiringer
Robert Seiringer (Vöcklabruck, 1 de setembro de 1976) é um físico matemático austríaco. É presidente da Associação Internacional de Física Matemática.

## Vida e obra
Seiringer estudou física na Universidade de Viena, onde obteve o diploma em 1999 e um doutorado em 2000, orientado por Jakob Yngvason. Obteve a habilitação em 2005 na Universidade de Viena. Foi em 2001, com uma bolsa Schrödinger, foi para a Universidade de Princeton, onde tornou-se em 2003 professor assistente. Em 2010 foi professor associado da Universidade McGill. É adicionalmente professor extraordinário da Universidade de Viena.
Seiringer obteve progressos substanciais na teoria matemática de gases quânticos e particulados do Condensado de Bose-Einstein (CBE). Provou particularmente a existência do CBE para interação de gases bósons no limite de Gross–Pitaevskii em colaboração com Elliott Lieb. Ambos provaram também a superfluidez neste limite e deduziram a equação de Gross–Pitaevskii no caso especial da CBE em recipientes rotativos.
Recebeu o Prêmio Henri Poincaré de 2009. Foi eleito em 2021 membro da Academia Europaea.

## Obras
- Seiringer Hot topics in cold gases. Plenary address, 16. International Congress on Mathematical Physics, Prague 2009
- com Elliott Lieb: The stability of matter in quantum mechanics. Cambridge University Press 2009, ISBN 0-521-19118-1.

## Fontes

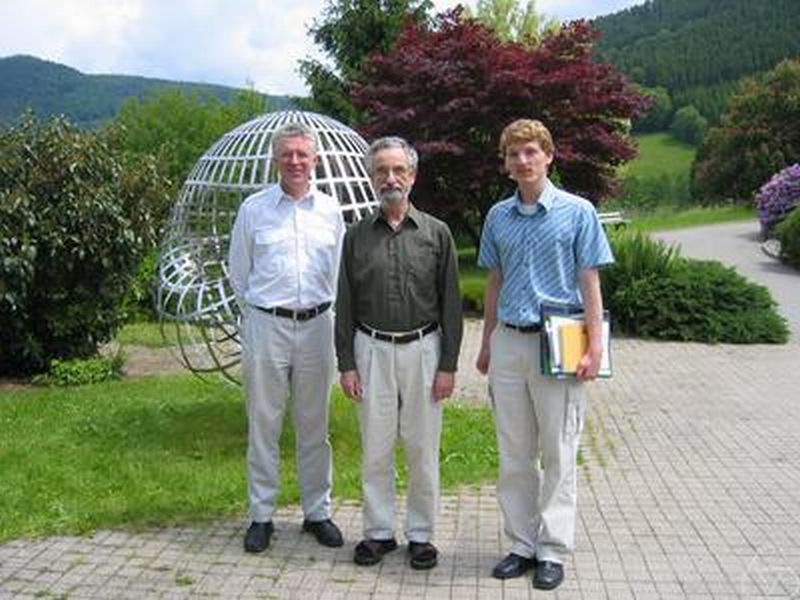
Yngvason (esquerda), Lieb, Seiringer (direita) no Instituto de Pesquisas Matemáticas de Oberwolfach em 2004